# Howard Dietz
Howard Dietz (Nueva York, 8 de septiembre de 1896-ídem, 30 de julio de 1983) fue un letrista y publicista estadounidense, que participó en la producción de muchos musicales de Broadway (Nueva York) entre 1924 y 1963, entre los que destaca The Band Wagon (1931), protagonizado por los hermanos Fred y Adele Astaire.
Pertenece al salón de la fama del teatro.